# Scharlaken wasplaat
De scharlaken wasplaat (Hygrocybe coccinea, synoniem: Hygrophorus coccineus) is een schimmel behorend tot de familie Hygrophoraceae. Hij leeft saprotroof op de grond in oude, schrale, mosrijke graslanden. Hij komt vooral voor in de duinen, soms in wegbermen en in oude gazons op kerkhoven, op zwak zure tot basische, zand-, leem- en kleibodems.

## Naamgeving
De wetenschappelijke naam werd gepubliceerd in 1774 als Agaricus coccineus door de Duitse mycoloog Jacob Christian Schäffer, voordat hij in 1838 door Elias Magnus Fries werd overgebracht naar het geslacht Hygrophorus en ten slotte naar het geslacht Hygrocybe door Paul Kummer in 1871. De soortaanduiding coccinea is Latijn voor 'karmozijnrood'.

## Kenmerken

### Uiterlijke kenmerken
Hoed
De hoed heeft een diameter van 2-5 cm breed. De vorm is aanvankelijk klokvormig en later afplat. De kleur is scharlakenrood. Het oppervlak van de hoed is licht gegroefd. Bij vochtige omstandigheden is de hoed glanzend en bij droogte mat.
Lamellen
De lamellen zijn breed aangehecht (adnate). Ze staan ver uit elkaar. De lamellen zijn aanvankelijk roodachtig oranje met gelige lamelsnede. Later worden geler oranje naarmate het vruchtlichaam ouder wordt, maar ze behouden hun gele snede.
Steel
De ringloze steel is 2-5 cm lang en 0,3-1 cm breed, rood met een geelachtige basis. De vorm is cilindrisch, afgeplat, basis iets versmald. Het oppervlak is oppervlak glad, vezelig. De kleur is karmozijnrood tot oranjerood, wit naar de basis toe. Hij is breekbaar en hol aan de binnenkant.
Geur en smaak
Het vruchtvlees is geelachtig rood en de geur en smaak zijn zwak. 
Sporenprint
De sporenprint is wit. 

### Microscopische kenmerken
De sporen zijn ellipsvormig tot amandelvormig, soms iets ingesnoerd en meten 9-11 × 5,5-7 µm. De basidia zijn meestal 4-sporig en meten 40-68 × 6-9 μm. De pileipellis bestaat zowel uit ixotrichoderm en ixocutis met een dikte van 130 μm.

## Verspreiding
Deze wasplaat is te vinden op het noordelijk halfrond van China en Japan tot Europa en Noord-Amerika.

## Foto's

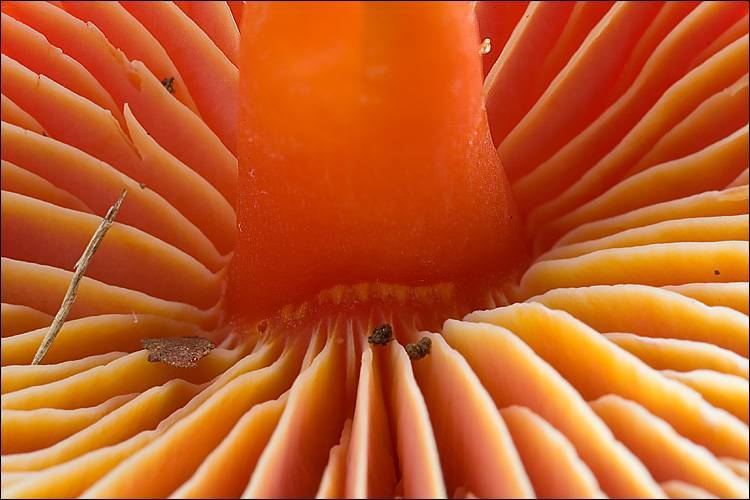
Lamelaanhechting
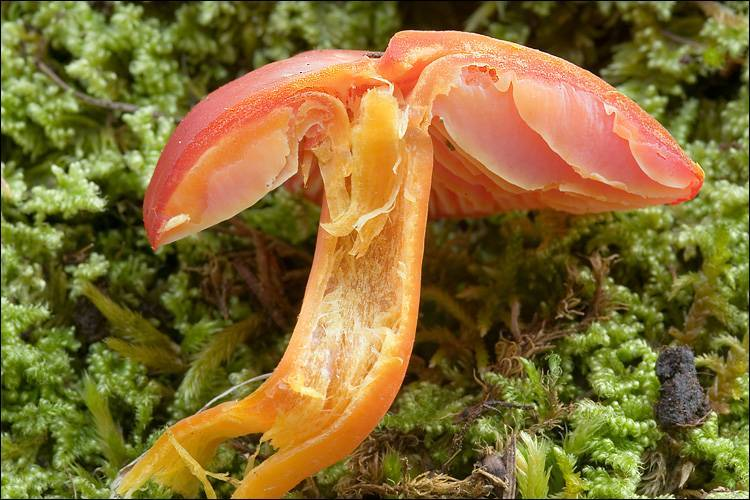
Doorsnede
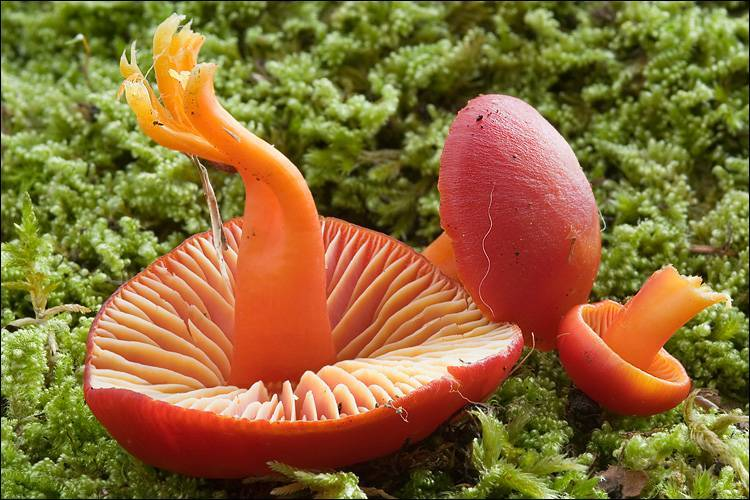
Steel
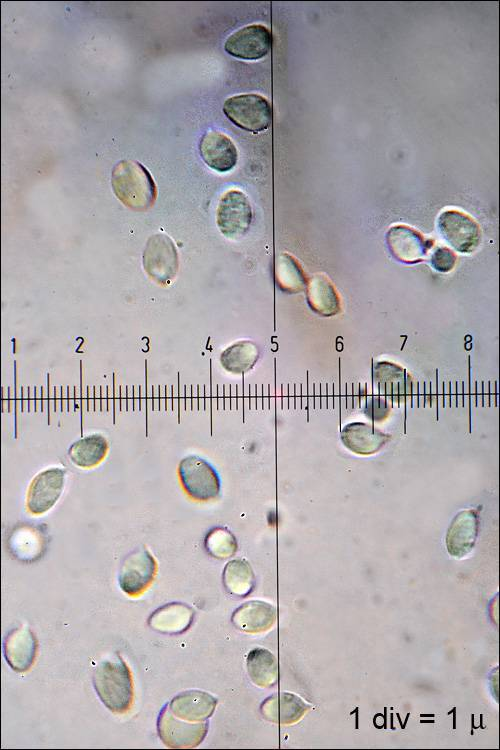
Sporen